# ۲٬۲٬۴٬۴-تترامتیل-۳٬۱-سیکلوبوتان‌دیول
۲،۲،۴،۴-تترامتیل-۳،۱-سیکلوبوتان‌دیول (به انگلیسی: 2,2,4,4-Tetramethyl-1,3-cyclobutanediol) یک ترکیب شیمیایی با شناسه پاب‌کم ۷۶۳۸۲ است. شکل ظاهری این ترکیب، پودر بلورین جامد سفید است.